# High, Low and in Between
| Recensione     | Giudizio        |
| -------------- | --------------- |
| AllMusic       |                 |
| Sputnikmusic   | 3.8 (Excellent) |
| Piero Scaruffi |                 |

High, Low and in Between è il quinto album di Townes Van Zandt, pubblicato dalla Poppy Records nel 1972. Il disco fu registrato (circa) nella primavera del 1971 al Larrabee Sound Studios di Los Angeles, California (Stati Uniti).

## Tracce
Brani composti da Townes Van Zandt
Lato A
1. Two Hands – 2:28
2. You Are Not Needed Now – 4:14
3. Greensboro Woman – 2:17
4. Highway Kind – 2:15
5. Standin' – 3:30

Lato B
1. No Deal – 3:12
2. To Live Is to Fly – 3:13
3. When He Offers His Hand – 2:57
4. Mr. Gold and Mr. Mud – 2:18
5. Blue Ridge Mountains – 2:08
6. High, Low and in Between – 3:11

## Musicisti
- Townes Van Zandt - chitarra, voce
- David Cohen - chitarra
- Larry Carlton - chitarra
- Donnie Owens - chitarra
- Don Randi - pianoforte, organo, piatti (cymbals), arrangiamenti
- Harvey Newmark - basso
- John Summer - batteria
- Ann Whitsett - handclaps (battito delle mani)